# Hupodonta lignea
Hupodonta lignea är en fjärilsart som beskrevs av Matsumura 1919. Hupodonta lignea ingår i släktet Hupodonta och familjen tandspinnare. Inga underarter finns listade i Catalogue of Life.